# Anne Muller

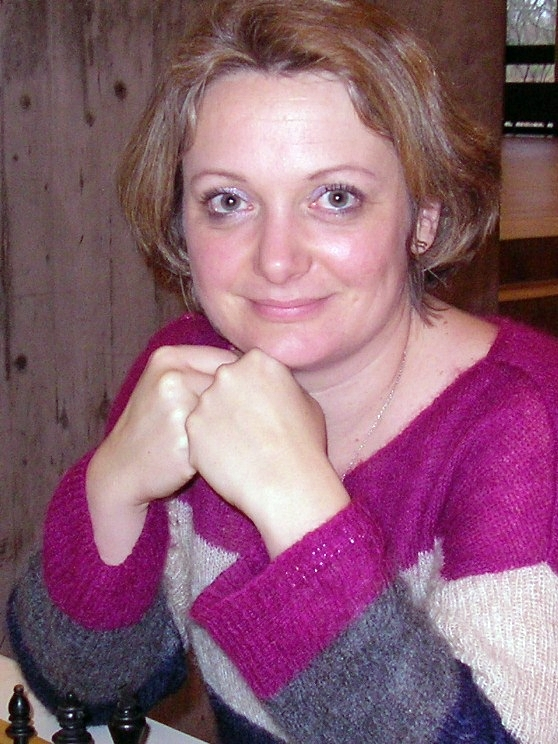
Anne Muller, Karlsruhe 2012

Anne Muller (7 augustus 1974) is een Franse schaakster met een FIDE-rating van 2169 in 2005 en 2147 in 2015. Zij is een damesmeester (WIM). 
- Van 15 t/m 27 augustus 2005 speelde zij mee in het toernooi om het kampioenschap van Frankrijk en eindigde ze met 3.5 punt op de tiende plaats.